# Mussolet de Sjostedt
El mussolet de Sjostedt (Glaucidium sjostedti) és una espècie d'ocell de la família dels estrígids (Strigidae). Habita la selva humida d'Àfrica central, des del sud-est de Nigèria fins al nord-oest i centre de la República Democràtica del Congo. El seu estat de conservació es considera de risc mínim.